# Kericho

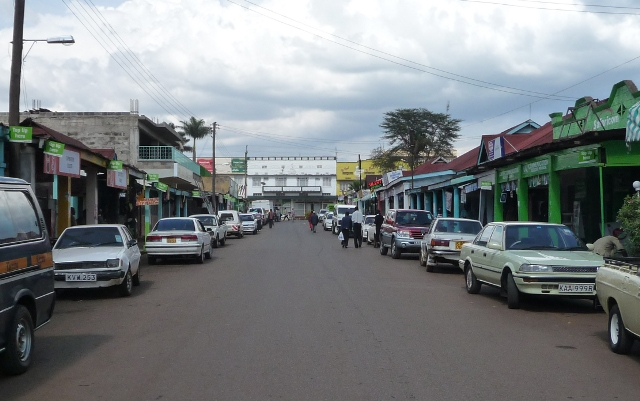
Centrala Kericho i januari 2009.

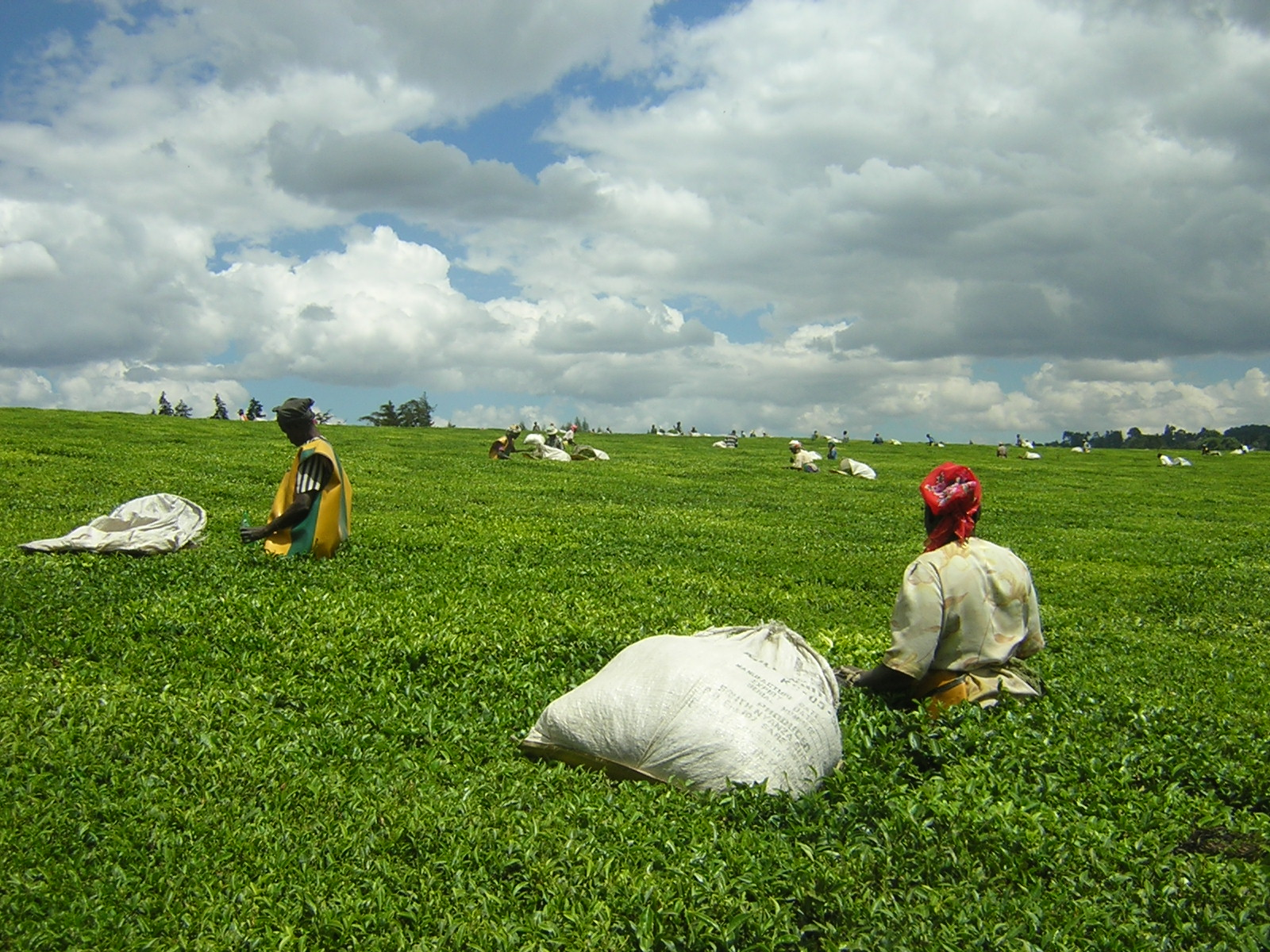
Teplockning nära Kericho.

Kericho är en stad i distriktet Kericho i provinsen Rift Valley i Kenya. År 1999 hade staden cirka 85 000 invånare.
Staden ligger nära Mauskogen, på det bördiga västra höglandet. Från trakterna runt Kericho kommer stora delar av det kenyanskproducerade teet, och företaget Kenyan Tea har sitt huvudkontor här.